# باکاور
باکاور (انگلیسی: Bakkavör) شرکت صنایع غذایی بریتانیایی است، که در سال ۱۹۸۶ تأسیس شد.